# Jonny Finstad
Jonny Finstad (* 19. Mai 1966 in Vestvågøy) ist ein norwegischer Politiker der konservativen Partei Høyre. Von 2017 bis 2021 war er Abgeordneter im Storting.

## Leben
Nach dem Abschluss der weiterführenden Schule machte er eine Ausbildung zum Glaser und er war ab 1983 als Selbstständiger in der Branche tätig. In den Jahren 1999 bis 2019 war er Mitglied im Kommunalparlament von Vestvågøy. In der Zeit von 2007 bis 2015 fungierte er dabei als Bürgermeister der Kommune.
Finstad zog bei der Parlamentswahl 2017 erstmals in das norwegische Nationalparlament Storting ein. Dort vertrat er den Wahlkreis Nordland und wurde Mitglied im Transport- und Kommunikationsausschuss. Im Vorfeld der Stortingswahl 2021 zog er im September 2020 seine Kandidatur für einen Platz auf der Høyre-Liste zurück. In der Folge schied er im Herbst 2021 aus dem Parlament aus.
Nach seinem Ausscheiden aus dem Parlament wurde er nach der Kommunalwahl 2023 erneut Bürgermeister von Vestvågøy.